# Ode for St. Cecilia's Day
Ode for St. Cecilia's Day (HWV 76) (en català, Oda per al dia de santa Cecília) és una cantata composta per Georg Friedrich Händel el 1739. El títol de la cantata fa referència a Santa Cecília, patrona dels músics. L'estrena fou el 22 de novembre de 1739 al Theatre in Lincoln's Inn Fields de Londres. Händel es basa en un poema que el poeta anglès John Dryden va escriure el 1687. El tema principal del text és la teoria pitagòrica d'harmonia mundi, és a dir, la música és una força central en la creació de la Terra.
Ebenezer Prout ha analitzat diverses aspectes de la instrumentació de Händel, i Edmund Bowles ha escrit sobre l'ús de les timbales en aquesta obra.

## Estructura

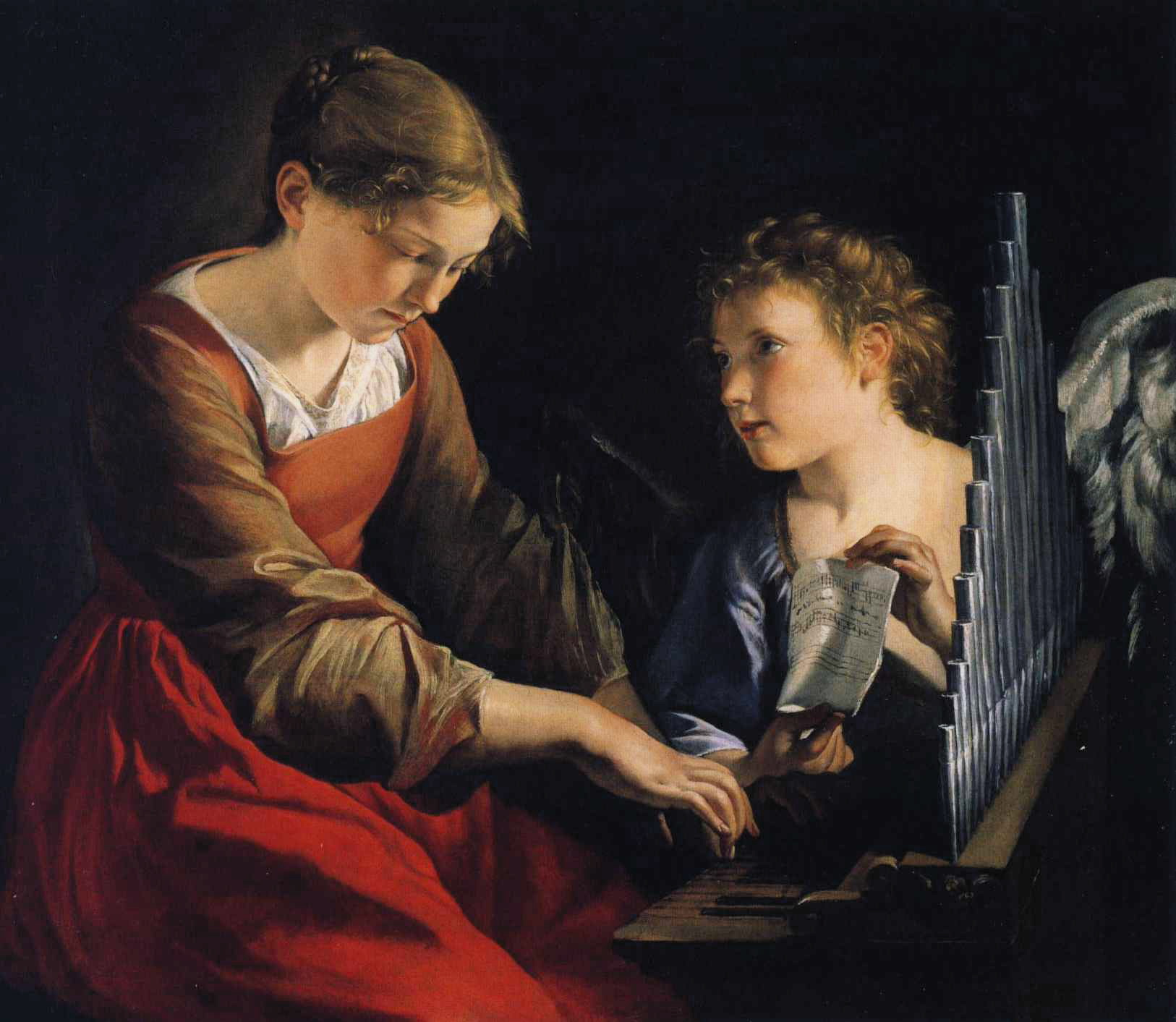
Santa Cecília amb l'àngel, per Orazio Gentileschi

1. Overture: Larghetto e staccato—allegro—minuet
2. Recitative (tenor): From harmony, from heavenly harmony
3. Cor: From harmony, from heavenly harmony
4. Aria (soprano): What passion cannot music raise and quell!
5. Aria (tenor) i cor: The trumpet's loud clangour
6. March
7. Aria (soprano): The soft complaining flute
8. Aria (tenor): Sharp violins proclaim their jealous pangs
9. Aria (soprano): But oh! What art can teach
10. Aria (soprano): Orpheus could lead the savage race
11. Recitative (soprano): But bright Cecilia raised the wonder higher
12. Gran cor amb soprano: As from the power of sacred lays

## Enregistraments
- Handel: Oda per St el dia de Cecilia, (2003, CD): Felicity Lott, soprano; Anthony Rolfe Johnson, tenor; Crispian Steele-Perkins, trumpet; Lisa Beznosiuk, flauta; El Concert anglès I Cor, va conduir per Trevor Pinnock; Deutsche Grammophon — Archiv Produktion – 474 549-2